# 齊昭公
齊昭公（？—前613年），姜姓，名潘，齊桓公之子、母親為葛嬴。齊孝公死後，其子被公子開方殺死（存疑，因与《清华简》公子开方即卫文公冲突），公子潘奪位，是為齊昭公。與晉文公聯師戰楚於城濮，晉文公會齊，宋、魯，蔡、鄭、衛，莒八國之君盟於踐土，結為同盟。齊昭公二十年，昭公卒，夫人子叔姬所生子公子舍立。
在位期間執政為國歸父、崔夭。